# Constanze Engelbrecht
Pour les articles homonymes, voir Engelbrecht.
Constanze Engelbrecht (Munich, 6 janvier 1950-Munich, 21 juillet 2000) est une actrice et actrice de doublage allemande, parmi les plus populaires dans les années 1980.
Elle joue dans plus de soixante-dix films de 1960 à 1998.
Elle épouse l'acteur français François Nocher, avec qui elle a une fille, Julie Engelbrecht, devenue à son tour actrice.

## Biographie
Constanze Engelbrecht naît le 6 janvier 1950 à Munich, en Allemagne, de l'actrice Alice Franz (de) et du sculpteur Gen Golch.
Son premier rôle a été la voix de Jeff dans la version allemande de la série télévisée Lassie, pendant six ans. Elle débute comme actrice à la télévision actrice à l'âge de dix ans dans le téléfilm Und nicht mehr Jessica (1965) avec Horst Naumann et Sascha Hehn.
Engelbrecht ambitionne de devenir une chanteuse classique soprano. Elle étudie au conservatoire Richard Strauss de Munich, au Mozarteneum de Salzbourg, à la Guildhall School of Music and Drama à Londres. Puis elle apprend le métier d'actrice sous la direction de Rosemarie Fendel. Elle joue alors au théâtre, notamment au Théâtre de la ville à Paris, et à la télévision.
Dans les années 1970, elle apparaît à la télévision, dans Derrick, Le Vieux Renard, Tatort. En 1979, elle est Gabrielle d'Estrées dans la série télévisée Heinrich, der gute König.
En 1980, elle et son mari François Nocher s'installent à Paris, mais elle continue à jouer pour la télévision allemande, dans de nombreuses mini-séries : Blanc, bleu, rouge/Unter der Trikolore (1980), l'adaptation d'Exil (1981), Tiefe Wasser (1982). En 1984, le couple a une fille, Julie Engelbrecht.
Elle joue également au cinéma à cette période : Der Fall Sylvester Matuska (1983), Is' was, Kanzler et Wenn ich mich fürchte...Wenn ich mich fürchte... (1984) ; Sierra Leone avec Christian Redl.
De 1987 à 1990, Engelbrecht devient célèbre en Allemagne pour son rôle de Brigitte Sanders dans la série télévisée Diese Drombuschs. Elle connaît également un grand succès en 1990 avec Der Eindringling. Elle joue ensuite dans Die Frauen von Bonne Espérance (1990) et plusieurs séries à succès comme Euroflics (1990), Le Renard (1991), Un cas pour deux (1992), Freunde fürs Leben (1993), Praxis Bülowbogen (1994), Schlosshotel Orth (1997), entre autres. Elle reçoit des prix pour ses rôles dans Der Schattenmann (1996) et Die Beischlafdiebin (1998). Elle joue en 1998 avec Gérard Depardieu dans Le Comte de Monte-Cristo.
Elle a travaillé de nombreuses années en tant qu'actrice de doublage et a prêté sa voix à Isabelle Adjani (Quartet), Nancy Allen (Carrie au bal du diable), Jamie Lee Curtis (Halloween, la nuit des masques), Sondra Locke (Josey Whales hors-la-loi et Doux, dur et dingue), Ornella Muti (Mort d’un pourri), Theresa Russell (Le récidiviste) 
Constanze Engelbrecht décède le 21 juillet 2000, à 50 ans, à l’hôpital Frauenklinik des Roten Kreuzes à Munich, d'un cancer du sein dépisté en 1998.

## Filmographie (sélection)
- 1977: Tatort: Finderlohn : Anette
- 1977: Le Renard: L’otage (Die Dienstreise): L’employée de banque
- 1977: Tatort: Schüsse in der Schonzeit
- 1979: Miss: Miss et le jeune homme fragile: Ingrid

- 1979: Le roi qui vient du sud : Le saut périlleux 1589-1596: Gabrielle
- 1981: Blanc, bleu, rouge:  Anne
- 1982: Mozart (trois épisodes): Theresa von Trattner

- 1983: L’homme de Suez (Der mann von Suez): Agathe Delamalle
- 1985: Derrick: Qui a tué Asmy?(Wer erschoß Asmy?): Helene Asmy [7]

- 1986: Le Renard: Trio en or (Terzett in Gold): Charlotta Simonek
- 1987-1990: Diese Drombuschs (8 épisodes): Brigitte Sanders
- 1988: Derrick: Sombres rêves (Mordträume): Anette Schilling [8]
- 1988: Les nouveaux chevaliers du ciel: Les mystères de l’ASLP : Eva

- 1988: La belle anglaise: Le vrai et le faux: Doris

- 1989: Bonne espérance (épisode 1): Emily Beauvilliers

- 1989: Le Renard: Le jeu est terminé (Das Spiel ist aus): Valentina Horstmann

- 1991: Navarro: Samouraï: Hélène Van Doren
- 1991: Le Renard: Pour quelques lignes de trop (Der Tagebuchmord): Sybille Rascher
- 1992: Poulets à l’amende de Stéphane Kurc: Alice
- 1992: Un cas pour deux : Signe de vie (Lebenszeichen): Evelyn Kallway
- 1993: Derrick: A cœur perdu (Geschlossene Wände): Irene Solms [9]

- 1993: Freunde fürs Leben (4 épisodes) : le Dr Claudia Hornung
- 1994: Des enfants dans les arbres de Pierre Boutron: Maïté
- 1996: Der Schattenmann (5 épisodes) : Sylvia Brant
- 1996: Adieu, mon ami de Franz Peter Wirth: Dagmar
- 1996: La dernière fête de Pierre Granier-Deferre: Mme de Mailly
- 1997: Maître Da Costa :Le doigt de Dieu: Marina Todd
- 1997: Maître Da Costa: Les témoins de l’oubli: Marina Todd
- 1997: Le rouge et le noir de Jean-Daniel Verhaeghe: Mme Derville
- 1998: Le Comte de Monte Christo de Josée Dayan : Hermine Danglars
- 1998: Soko brigade des stups: Légitime défense (Notwehr): Mme Tschernik